# Le comte Eudes défend Paris contre les Normands
Le comte Eudes défend Paris contre les Normands est un tableau de Jean-Victor Schnetz, peint en 1837. Il s'agit de l'une des œuvres visibles dans la galerie des batailles, au château de Versailles, en France.

## Description
Le comte Eudes défend Paris contre les Normands est une huile sur toile, de 4,65 m de haut sur 5,42 m de long. Elle représente une scène de défense de Paris par Eudes, en 885, pendant le siège de la ville.

## Localisation
L'œuvre est située dans la galerie des batailles, dans le château de Versailles. Les toiles de la galerie étant disposées par ordre chronologique, elle est placée entre celles représentant Charlemagne à Paderborn (785) et la bataille de Bouvines (1214).

## Historique
En 1833, le roi Louis-Philippe, au pouvoir depuis 3 ans, décide de convertir le château de Versailles en musée historique de la France. La galerie des batailles est inaugurée en 1837. 33 toiles monumentales y sont disposées, dépeignant des épisodes militaires de l'histoire de France.
Jean-Victor Schnetz peint la toile en 1837.